# Battaglia di Luckau
La battaglia di Luckau fu uno scontro verificatosi durante la Guerra della Sesta Coalizione il 4 giugno 1813 tra le truppe francesi e l'esercito russo-prussiano nei pressi della città di Luckau, situata in Brandeburgo. Le forze della coalizione, guidate dal generale Friedrich Wilhelm von Bülow, inflissero una pesante sconfitta all'esercito napoleonico guidato dal maresciallo Nicolas Oudinot. 

## Antefatti
Dopo la vittoria conseguita nella battaglia di Bautzen, Napoleone inviò un manipolo del suo esercito, il XII Corpo, sotto il comando del maresciallo Oudinot, presso la zona nord vicino a Berlino, al fine di proteggere la Grande Armata da una possibile manovra a tenaglia prussiana. Il 27 maggio, dopo che si verificò un piccolo scontro fra i due eserciti nemici lungo l'Elster Nera, Bülow ordinò ai suoi uomini di ripiegare a nord-ovest e di stanziarsi presso la città di Jüterbog. Il 3 giugno, l'esercito della coalizione, al fine di ricongiungersi con un manipolo stanziato a Cottbus, marciò verso Luckau, ove tuttavia le truppe francesi lo intercettarono, dando inizio alla battaglia.

## La battaglia
L'avanguardia francese raggiunse la città di Luckau alle 9 del mattino del 4 giugno e intraprese fin da subito uno scontro diretto con le forze della coalizione. I francesi riuscirono inizialmente a respingere l'esercito nemico verso le mura della città, sperando di isolare e accerchiare le truppe della coalizione. Tuttavia, l'esercito di Bülow, composto da ben 16 battaglioni, 10 squadroni, 1 armata di cosacchi e 58 cannoni, non poté che giovare delle mura e delle difese già preesistenti all'interno della città.
I francesi, allora, tentarono di sfondare le mura della città, tuttavia i cannoni della coalizione riuscirono a disperdere le truppe napoleoniche. Bülow, di conseguenza, approfittò della situazione e, dopo aver brevemente rinforzato la cavalleria, ordinò un attacco frontale sulle truppe francesi. La battaglia durò per tutto il pomeriggio, fino a quando il maresciallo Oudinot non decise di ritirarsi a sud-ovest verso la città di Dresda.

## Conseguenze
Subito dopo la battaglia, entrambe le parti siglarono l'armistizio di Pleiswitz, rotto durante l'agosto dello stesso anno quando Napoleone attaccò la coalizione nella battaglia di Großbeeren.